# Открытые двери (фильм, 2016)
«Откры́тые две́ри» (исп. La puerta abierta) — испанский комедийно-драматический фильм, снятый Мариной Сересески. Мировая премьера киноленты состоялась 26 мая 2016 года на Амстердамском фестивале испанского кино. Фильм рассказывает о проститутке Розе, которая соглашается ухаживать за дочерью умершей соседки — русской проститутки.

## В ролях
| Актёр          | Роль    |
| -------------- | ------- |
| Кармен Мачи    | Роза    |
| Тереле Павес   | Антония |
| Асьер Эчеандиа | Люпита  |
| Пако Тоус      | Пако    |

## Награды и номинации
| Награды и номинации фильма «Открытые двери» | Награды и номинации фильма «Открытые двери»      | Награды и номинации фильма «Открытые двери» | Награды и номинации фильма «Открытые двери» | Награды и номинации фильма «Открытые двери» | Награды и номинации фильма «Открытые двери» |
| Год                                         | Кинопремия / Кинофестиваль                       | Категория / Награда                         | Номинант                                    | Результат                                   |                                             |
| ------------------------------------------- | ------------------------------------------------ | ------------------------------------------- | ------------------------------------------- | ------------------------------------------- | ------------------------------------------- |
| 2016                                        | Трансильванский кинофестиваль                    | Трофей Трансильвании                        | «Открытые двери»                            | Победа                                      |                                             |
| 2016                                        | Трансильванский кинофестиваль                    | Приз зрительских симпатий                   | «Открытые двери»                            | Номинация                                   |                                             |
| 2016                                        | Киевский международный кинофестиваль «Молодость» | «Скифский олень» за лучший фильм            | «Открытые двери»                            | Номинация                                   |                                             |